# 松树山堡垒
38°50′15″N 121°15′14″E / 38.83741°N 121.25400°E
松树山堡垒，是中华人民共和国辽宁省大连市旅顺口区小南村松树山的一个战争遗址，为大连市文物保护单位。

## 沿革
1880年，清朝政府在旅顺水师西北修建松树山堡。甲午战争期间，清军在此堡垒上用大炮支援椅子山堡垒，挫败进攻西线清军防线的日军。后因堡垒弹药库被日军击中而引起爆炸，清军被迫撤离。1898年，沙俄从清廷中获得旅顺和大连湾后，动用大量兵力建造旅顺要塞。其中在东北线修建三座碉堡，东鸡冠山北堡垒、二龙山堡垒、松树山保垒。其中松树山堡垒位于旅顺正北，堡垒周长560米，占地面积2.3万平方米，随松树山势修成不规则梯形。建有暗堡、暗沟、暗道、炮台、中央防御工事、弹药库、避弹所、胸墙、电话室、探听井、护壕等，装15厘米加农炮4门，其它炮20门，常驻守军250人。
日俄战争时期，日俄双方在松树山堡垒展开争夺战。1904年12月中旬前，日军经陆地战、坑道战，均未攻占松树山堡垒。12月26日，日军在坑道内装填炸药首次引爆，未成功。12月31日再次引爆，堡垒及左侧后方候补炮台几乎全被炸毁，俄军300余人被埋在堡内，日军攻占堡垒。2021年3月3日，大连市人民政府公布了第七批市级文物保护单位，松树山堡垒入选。